# Harry William Holmes
Harry William Holmes (Londra, 1896 – Londra, 8 novembre 1986) è stato un esperantista britannico.
Lavorò per decenni presso il ministero della Difesa del Regno Unito, ottenendo il grado militare di Generale di brigata, e per i suoi servigi gli fu assegnata, nel 1955, l'onorificenza di Ufficiale dell'Ordine dell'Impero Britannico.
Era inoltre un massone.

## Holmes e il movimento esperantista
Dal 1933 al 1952 fu presidente del Londona Esperanto-Klubo, il gruppo esperantista di Londra. Fu in questo fortemente coadiuvato dalla moglie Nora.
Nel 1956 fu eletto vicepresidente dell'Associazione Universale Esperanto (UEA), e mantenne il posto sino al 1964. In quanto tale, assunse due volte, a titolo provvisorio, le funzioni di presidente dell'Associazione: dal 1960 al 1962, in occasione della morte del presidente Giorgio Canuto; e nuovamente nel maggio 1964, in occasione della morte del presidente Hideo Yagi.
Durante il Congresso Universale di Esperanto del 1964 il comitato dell'UEA lo elesse presidente onorario, carica che mantenne fino al 1974, quando si dimise per protesta contro i cambiamenti nel consiglio direttivo.

## Opere
Segue una lista non esaustiva delle opere di Holmes.
- Komuna kantlibro (1947)
- Londono vokas (1981). Si tratta del suo ultimo lavoro, una storia dei primi 75 anni di vita del gruppo esperantista di Londra.